# Batracomorphus adrastus
Batracomorphus adrastus är en insektsart som beskrevs av Knight 1983. Batracomorphus adrastus ingår i släktet Batracomorphus och familjen dvärgstritar. Inga underarter finns listade i Catalogue of Life.